# Livio Fabretti
Livio Fabretti OCist (* 13. Juli 1786 in Monte San Vito, Provinz Ancona; † 28. August 1855 in Rom) war ein italienischer römisch-katholischer Geistlicher, Zisterzienser, Abt und Generalabt.

## Leben und Werk
Fabretti war Zisterziensermönch (Profess 1804) in den Klöstern San Lorenzo in Doliolo in San Severino Marche und Kloster Chiaravalle d’Ancona (auch: Santa Maria di Castagnola).  Ab 1823 gehörte er zum Kloster San Bernardo alle Terme in Rom (als Novizenmeister, ab 1830 als Prior). Ab 1835 war er Abt des Klosters Chiaravalle d’Ancona, von 1845 bis 1850 Abt von San Bernardo alle Terme, gleichzeitig (als Nachfolger von Nivardo Tassini) Generalabt des Zisterzienserordens. Dann legte er wegen Erkrankung alle Ämter nieder (Nachfolger: Tommaso Mossi).